# Familienstreit de Luxe
Familienstreit de Luxe (Originaltitel The War at Home) ist eine von Rob Lotterstein erschaffene US-amerikanische Sitcom. Die deutsche Premiere war am 28. Oktober 2006 auf RTL, später setzte RTL II die Ausstrahlung unter dem Titel Hinterm Sofa an der Front fort.
Eine auffällige Besonderheit der Serie sind eingespielte Zwischenszenen. Dabei wird die Handlung immer wieder durch kurze Szenen unterbrochen, in denen eine der Personen das Geschehen kommentiert. Häufig werden dadurch die wahren Absichten hinter einer bestimmten Aussage deutlich. Ebenfalls ungewöhnlich für eine Sitcom ist, dass Handlungen aus einer Folge häufig in späteren Episoden wieder aufgegriffen werden.

## Inhalt
| Figur          | Darsteller       | Deutscher Sprecher   |
| -------------- | ---------------- | -------------------- |
| Dave Gold      | Michael Rapaport | Sascha Draeger       |
| Vicky Gold     | Anita Barone     | Tina Eschmann        |
| Larry Gold     | Kyle Sullivan    | Willem Manke         |
| Hillary Gold   | Kaylee DeFer     | Katharina von Keller |
| Mike Gold      | Dean Collins     | Alexander Kapp       |
| Kenny Al-Bahir | Rami Malek       | Ivo Möller           |

Dave und Vicky leben mit ihren drei Kindern Hillary, Larry und Mike zusammen in Long Island (New York). Dave ist ein mittelständischer jüdischer Versicherungskaufmann. Da er ein dickköpfiger, paranoider, überfürsorglicher Vater ist, hat seine Familie Probleme damit, ihn zu ertragen, besonders Larry, den Dave stets zur Sau macht und sogar einmal schlägt, da er ständig von ihm geärgert wird. Zum Ende der ersten Staffel wird jedoch klar, dass Dave sich so benimmt, da sein eigener Vater ihn ständig gepiesackt hat. Verheiratet ist Dave mit Vicky, einer attraktiven, katholischen Innenarchitektin. Im Grunde ist sie eine sehr vernünftige Person, die sich mit Daves schlechten Argumenten und Benehmen herumschlägt, jedoch kann auch sie sich ab und an danebenbenehmen.
Die Älteste ihrer drei Kinder ist Hillary, eine typische 17-jährige Jugendliche, die des Öfteren Sachen macht, die sie lieber sein lassen sollte, und versucht sich diese hinter dem Rücken ihrer Eltern zu erlauben. Dave und Vicky behandeln sie deshalb meistens mit Argwohn. Das zweitälteste der Kinder ist der 16-jährige Larry, ein exzentrischer Außenseiter. Larry benimmt sich melodramatisch, wie zum Beispiel, als Vicky ihm nicht erlaubt, Brian Boitano als Bilbo Beutlin in der Ice-Capades-Version von Der Herr der Ringe auf Eis zu sehen. Die meiste Zeit verbringt er mit seinem besten Freund Kenny, was Dave Anlass dazu gibt zu denken, dass er homosexuell sein könnte. Später wird jedoch deutlich gemacht, dass Larry nicht schwul, Kenny jedoch heimlich in seinen besten Freund verliebt ist. Dave und Vicky, jedoch in geringerem Maße, behandeln Larrys Extravaganz behutsam. Das jüngste Kind ist der pubertierende 14-jährige Mike, der mit seinem Vater Themen wie Masturbation, Liebe und Glücksspiel bewältigen muss. Seine Mutter Vicky rauchte sogar während der Schwangerschaft, seiner Meinung nach angeblich um ihn klein zu halten.
Die letzte Folge endet mit einem eher offenen Ende, indem Hillary ihren High-School-Abschluss bekommt, wodurch Daves sehnlicher Wunsch wahr wird, dass endlich das erste Kind das Haus verlässt. In diesem Moment wird Vicky wieder schwanger, da die beiden nicht mehr verhüteten – im Glauben, der jeweils andere habe sich sterilisieren lassen.

## Ausstrahlung
Die erste Staffel wurde in den USA auf Fox vom 11. September 2005 bis zum 30. April 2006 ausgestrahlt. RTL zeigte die erste Staffel vom 28. Oktober 2006 bis zum 16. Dezember 2006 unter dem Titel Familienstreit de Luxe, aber auf Grund schlechter Einschaltquoten wurde die Ausstrahlung nach 16 von 22 Folgen abgebrochen. Die zweite Staffel wurde in den USA vom 10. September 2006 bis zum 22. April 2007 ausgestrahlt. Am 17. Mai 2007 gab FOX die Absetzung bekannt.
ORF eins strahlte Familienstreit de Luxe seit dem 11. April 2007 wöchentlich aus, stoppte die Ausstrahlung aber während der zweiten Staffel. Das Schweizer Fernsehen sendete die Serie vom 29. Oktober 2007 bis 10. März 2008 täglich. Seit Frühjahr 2008 wiederholt der Sender ORF 2 die Serie Mittwoch nachts. Ab dem 7. Januar 2009 strahlte RTL II die gesamte Serie als Hinterm Sofa an der Front aus. Seit dem 28. September 2013 zeigt Tele 5 die Sitcom unter dem Originaltitel samstags in Doppelfolgen.
| Nr. (ges.) | Nr. (St.) | Deutscher Titel                       | Originaltitel                      | Erstausstrahlung USA | Deutschsprachige Erstausstrahlung (D) | Regie       | Drehbuch                     |
| ---------- | --------- | ------------------------------------- | ---------------------------------- | -------------------- | ------------------------------------- | ----------- | ---------------------------- |
| 01         | 01        | Alles nervt                           | Pilot                              | 11. Sep. 2005        | 28. Okt. 2006                         | Andy Cadiff | Rob Lotterstein              |
| 02         | 02        | Nachts im Internet                    | I.M. What I.M.                     | 18. Sep. 2005        | 28. Okt. 2006                         | Andy Cadiff | Rob Lotterstein              |
| 03         | 03        | Keiner kann kiffen                    | High Crimes                        | 25. Sep. 2005        | 4. Nov. 2006                          | Andy Cadiff | Rob Lotterstein              |
| 04         | 04        | Rate mal, wer zum Grillen kommt       | Guess Who's Coming to the Barbecue | 2. Okt. 2005         | 4. Nov. 2006                          | Andy Cadiff | Stephen Engel                |
| 05         | 05        | Wer schläft mit mir                   | Like a Virgin                      | 6. Nov. 2005         | 11. Nov. 2006                         | Andy Cadiff | Bill Kunstler                |
| 06         | 06        | Große Dinger                          | The Bigger They Come               | 13. Nov. 2005        | 11. Nov. 2006                         | Andy Cadiff | Matthew Salsberg             |
| 07         | 07        | Kein Kater wird verschont             | Cheers                             | 20. Nov. 2005        | 18. Nov. 2006                         | Andy Cadiff | Rob Lotterstein              |
| 08         | 08        | Das Imperium haut zurück              | The Empire Spanks Back             | 27. Nov. 2005        | 18. Nov. 2006                         | Andy Cadiff | Stephen Engel                |
| 09         | 09        | Ich bin nicht schwul!                 | Dave Get Your Gun                  | 11. Dez. 2005        | 25. Nov. 2006                         | Andy Cadiff | Jennifer Glickman            |
| 10         | 10        | Liebe nur durch Triebe?               | Breaking Up is Hard to Do          | 18. Dez. 2005        | 25. Nov. 2006                         | Andy Cadiff | Jennifer Glickman            |
| 11         | 11        | Karriereleiter rauf …                 | It's a Living (1)                  | 8. Jan. 2006         | 3. Dez. 2006                          | Andy Cadiff | Darin Henry                  |
| 12         | 12        | Karriereleiter runter …               | Gimme a Break (2)                  | 29. Jan. 2006        | 2. Dez. 2006                          | Andy Cadiff | Jenn Lloyd                   |
| 13         | 13        | Wer hatte denn nun Sex mit wem?       | Three's Company                    | 26. Feb. 2006        | 9. Dez. 2006                          | Andy Cadiff | Darin Henry                  |
| 14         | 14        | Baby, Buchstaben und Blamagen         | How Do You Spell Relief?           | 28. Feb. 2006        | 9. Dez. 2006                          | Andy Cadiff | Rob Lotterstein              |
| 15         | 15        | Die Leiden des jungen Mike            | Looney Tunes                       | 12. März 2006        | 16. Dez. 2006                         | Andy Cadiff | David Holden                 |
| 16         | 16        | Ist ein Gynäkologe auch nur ein Mann? | Oh Grow Up                         | 19. März 2006        | 16. Dez. 2006                         | Andy Cadiff | Ryan Shankel                 |
| 17         | 17        | Das verflixte 17. Jahr                | The Seventeen-Year Itch            | 26. März 2006        | 29. Jan. 2009                         | Andy Cadiff | Michael Davidoff             |
| 18         | 18        | Religiöse Mündigkeit für Mutige       | 13 Going on $30,000                | 9. Apr. 2006         | 30. Jan. 2009                         | Andy Cadiff | Rob Lotterstein & Phil Oster |
| 19         | 19        | Lust auf Scheidung                    | Snow Job                           | 16. Apr. 2006        | 2. Feb. 2009                          | Andy Cadiff | Bill Kunstler                |
| 20         | 20        | West Palm Beach Story                 | The West Palm Beach Story          | 16. Apr. 2006        | 5. Feb. 2009                          | Andy Cadiff | Matthew Salsberg             |
| 21         | 21        | Bloß weg!                             | The Runaways                       | 23. Apr. 2006        | 4. Feb. 2009                          | Andy Cadiff | Rob Lotterstein              |
| 22         | 22        | Führerschein oder nicht Führerschein? | Drive Me Crazy                     | 30. Apr. 2006        | 3. Feb. 2009                          | Andy Cadiff | Stephen Engel                |

| Nr. (ges.) | Nr. (St.) | Deutscher Titel                                     | Originaltitel                             | Erstausstrahlung USA | Deutschsprachige Erstausstrahlung (RTL II) | Regie       | Drehbuch                        |
| ---------- | --------- | --------------------------------------------------- | ----------------------------------------- | -------------------- | ------------------------------------------ | ----------- | ------------------------------- |
| 23         | 01        | Endlich keine Ferien mehr!                          | Back to School                            | 10. Sep. 2006        | 6. Feb. 2009                               | Andy Cadiff | Rob LaZebnik & Rob Lotterstein  |
| 24         | 02        | Eltern gegen Kinder                                 | Dream Crusher                             | 17. Sep. 2006        | 9. Feb. 2009                               | Andy Cadiff | Stephen Engel                   |
| 25         | 03        | Super Dave                                          | Super Dave                                | 24. Sep. 2006        | 10. Feb. 2009                              | Andy Cadiff | Steve Skrovan                   |
| 26         | 04        | Nicht mit Eltern einlassen!                         | Car Wars                                  | 1. Okt. 2006         | 11. Feb. 2009                              | Andy Cadiff | Bill Kunstler                   |
| 27         | 05        | Ein jeder täuscht, kaut oder verheimlicht           | I Wash My Hands of You                    | 5. Nov. 2006         | 12. Feb. 2009                              | Andy Cadiff | Claudia Lonow                   |
| 28         | 06        | Warnung vor den Wünschen                            | Be Careful What You Ask For               | 12. Nov. 2006        | 13. Feb. 2009                              | Andy Cadiff | Darin Henry                     |
| 29         | 07        | Geht Glück auch anders?                             | Love This                                 | 19. Nov. 2006        | 16. Feb. 2009                              | Andy Cadiff | Jennifer Glickman               |
| 30         | 08        | Unser schöner Gazastreifen                          | Gaza Strip                                | 26. Nov. 2006        | 17. Feb. 2009                              | Andy Cadiff | Rob Lotterstein                 |
| 31         | 09        | Prost Falschheit!                                   | Cork Screwed                              | 14. Dez. 2006        | 18. Feb. 2009                              | Andy Cadiff | Ryan Shankel                    |
| 32         | 10        | Auf der Straße der Verlierer                        | Love is Blind                             | 21. Dez. 2006        | 19. Feb. 2009                              | Andy Cadiff | Earl Davis                      |
| 33         | 11        | Coming Out … Coming In                              | Out & In                                  | 4. Jan. 2007         | 20. Feb. 2009                              | Andy Cadiff | Rob Lotterstein                 |
| 34         | 12        | Zeigt her das Pflegekind!                           | Put on a Happy Face                       | 11. Jan. 2007        | 23. Feb. 2009                              | Andy Cadiff | Bill Kunstler & Claudia Lonow   |
| 35         | 13        | Grün zu sein, das ist nicht leicht                  | It's Not Easy Being Green                 | 18. Jan. 2007        | 24. Feb. 2009                              | Andy Cadiff | David Holden                    |
| 36         | 14        | Schwarzmarkt der Mittelschicht                      | A Lower-Middle-Upper-Middle-Class Problem | 25. Jan. 2007        | 25. Feb. 2009                              | Andy Cadiff | Stephen Engel                   |
| 37         | 15        | Hanfdampf in allen Gassen                           | Zero Tolerance                            | 1. Feb. 2007         | 26. Feb. 2009                              | Andy Cadiff | Rob Lotterstein & Ellen Sandler |
| 38         | 16        | Oma, Sex und erste Liebe                            | No Weddings and a Funeral                 | 8. Feb. 2007         | 27. Feb. 2009                              | Andy Cadiff | Bill Kunstler & Claudia Lonow   |
| 39         | 17        | Um Kopf und Kragen geredet                          | Kenny Doesn't Live Here Anymore           | 15. Feb. 2007        | 2. März 2009                               | Andy Cadiff | Rob Lotterstein                 |
| 40         | 18        | Job hin, Job her                                    | Take This Job and Bleep It                | 4. März 2007         | 2. März 2009                               | Andy Cadiff | Mark Driscoll                   |
| 41         | 19        | Kranke Kompositionen                                | The White Shadow                          | 18. März 2007        | 3. März 2009                               | Andy Cadiff | Stephen Engel                   |
| 42         | 20        | Krieg und Unfrieden                                 | The War of the Golds                      | 25. März 2007        | 3. März 2009                               | Andy Cadiff | Jennifer Glickman & Darin Henry |
| 43         | 21        | Wer ohne Schuld ist … der wohne nicht bei den Golds | A Bitter Pill to Swallow                  | 1. Apr. 2007         | 4. März 2009                               | Andy Cadiff | Rob Lotterstein                 |
| 44         | 22        | Gut abgegangen!                                     | The Graduate                              | 22. Apr. 2007        | 4. März 2009                               | Andy Cadiff | Rob Lotterstein                 |